# ماء شبه ثقيل
الماء شبه الثقيل Hydrogen deuterium oxide Semi-heavy water DOH هو نتيجة لاستبدال واحدة من ذرات البروتيوم 1H) في الماء الخفيف إلى دوتريوم (D or 2H). ويكون موجودا كلما كان هناك ماء مع الهيدروجين الخفيف (البروتيوم).

وفائدة الماء الثقيل - في المفاعلات الذرية - تكمن في قدرته العالية على التحكم بطاقة النيوترونات المنطلقة من التفاعل الذري. كما انه يعمل كمبرد لقلب المفاعل وينقل الحرارة بفعالية لتحويلها إلى طاقة بخارية مفيدة.. ورغم قدرة الماء العادي على لعب هذه الادوار إلا أن الماء الثقيل أكثر منه سرعة وفعالية.

## وصلات خارجي
- OH stretching vibrations in HOD